# Apan
Apan ist eine Stadt mit knapp 30.000 Einwohnern und Hauptort einer Gemeinde (municipio) mit knapp 50.000 Einwohnern im Westen des mexikanischen Bundesstaats Hidalgo.

## Lage und Klima
Die Stadt Apan liegt im von Bergen umgebenen Valle de Apan etwa 100 km (Fahrtstrecke) nordöstlich von Mexiko-Stadt in einer Höhe von ca. 2490 m. Pachuca de Soto, die Hauptstadt des Bundesstaates, befindet sich etwa 60 km nordwestlich. Das Klima der Stadt ist meist warm und eher trocken; Regen (ca. 620 mm/Jahr) fällt ganz überwiegend im Sommerhalbjahr.

## Bevölkerung
| Jahr      | 1900  | 1950  | 2000   | 2020   |
| Einwohner | 2.917 | 6.635 | 25.119 | 28.792 |

Die meisten Einwohner der Stadt sind indianischer Abstammung; auch der Anteil von Mestizen ist relativ hoch. Nur noch ein kleiner Teil der Einwohner der Gemeinde spricht den regionalen Nahuatl-Dialekt; Umgangssprache ist meist Spanisch.

## Wirtschaft
In den über das Gemeindegebiet verstreut liegenden Haziendas wurde bis weit ins 20. Jahrhundert hinein hauptsächlich zum Zweck der Selbstversorgung produziert; auf den Feldern werden Mais, Gerste (cebada), Bohnen (frijoles), Gemüse (verduras) und Agaven (magueys) zur Herstellung von Pulque angebaut; daneben gibt es ausgedehnte Weideflächen.

## Geschichte
Die Gegend um Apan war bereits in vorspanischer Zeit besiedelt; es bestand eine wirtschaftliche und kulturelle Abhängigkeit vom nur etwa 30 km westlich gelegenen Teotihuacán. Später machten die Azteken das Gebiet tributpflichtig. Nach seiner Vertreibung aus Tenochtitlan in der Noche Triste (30. Juni 1520) ergriff Hernán Cortés auf seinem Weg nach Tlaxcala Besitz vom Valle de Apan; später wurde die Region von Mönchen des Franziskanerordens christianisiert. In Apan befand sich eine spanische Garnison, die während des Mexikanischen Unabhängigkeitskrieges (ca. 1810–1820) von den Aufständischen (Insurgentes) angegriffen aber nicht erobert wurde. Der mexikanische Kunsttheoretiker und Maler José Luis Rodríguez Alconedo wurde als Verfechter der Loslösung von Spanien am 1. März 1815 von konservativen Kräften in Apan hingerichtet.

## Sehenswürdigkeiten
- Hauptsehenswürdigkeit der Stadt ist die ehemalige Missionskirche des Franziskanerordens Iglesia de la Asunción mit ihrer Capilla abierta. Im Innern sticht das imposante spätbarocke Altarretabel hervor, das jedoch im Kontrast zu der ansonsten klassizistischen Innenausstattung steht. Das Kirchenschiff ist gewölbt; über der Vierung erhebt sich ein durchfensterter Tambour, auf dem eine Kuppel mit einer Laterne ruht.

Umgebung
- In der Umgebung befinden sich mehrere sehenswerte Haziendas, darunter die Hacienda San Diego Tlalayote.

## Fest
Vor und nach der Karwoche (Semana Santa) findet alljährlich die Feria del Maguey y la Cebada statt. 